# Улица Рајко Даскалов (Пловдив)
Улица Рајко Даскалов (буг. Райко Даскалов) део је главне пешачке и трговачке улице у Пловдиву, познате као Главна улица. Дуга је око 800 м, позната и као Мала Главна. Заједно са улицом улицом Књаза Александра I Батенберга на коју се наставља и наткривеним пешачким мостом преко реке Марице, чине пешачку трасу и главно пловдивско шеталиште, дуго око 1,5 км. Ова траса представља једну од најдужих пешачких улица у Европи и део је историјског градског језгра — Старог градг Пловдива, који је 2004. године уврштен на Унескову привремену листу светске баштине.

## Име улице
Улица је названа по Рајку Даскалову (буг. Райко Иванов Даскалов, 1886 – 1923), бугарском политичару из прве половине 20. века.

## Улицом Рајка Даскалова
Улица Рајка Даскалоа почиње код Римског стадиона, археолошког налазишта вешто уклопљеног у архитектонску целину улице и Џумаја џамије. Протеже се дуж Привредног комплекса „Хали“, пролази кроз подвожњак испод Булевара 6. септембар и завршава се наткривеним пешачким мостом преко реке Марице.
У пешачкој улици коју чине улице Александра I Батенберга и Рајка Даскалова налази се низ различитих продавница: гардеробе, козметике, прибора и намирница, апотеке, књижаре и друге. Између њих су смештени кафићи и ресторани. Већина зграда дуж овог шеталишта изграђена је почетком 20. века. Њихова архитектура има елементе класицизма, сецесије и постмодернизма.

### Римски стадион
Римски стадион саграђен је у 2. веку, за време владавине цара Хадријана. Откривен је и видљив само један његов део, северни и могуће га је обићи. Остатак се налази испод главне шеталишне зоне. Гледалиште је изграђено од белог мермера и на њему је могло да се смести и до 30.000 гледалаца. Поједина седишта су украшена. Откривени део Стадиона се данас користи за различите врсте свечаности и активности у граду.

### Џумаја џамија
Џумаја џамија (буг. Джумая джамия, тур. Hüdavendigâr Camii или Cuma Camii) је главна муслиманска богомоља у Пловдиву. Једна је од две преостале, од петнаестак колико их је некада било у граду. Подигнута је на месту Саборне цркве Свете Петке Тарновске убрзо након што је град освојила османска војска (1363-1364). За време владавине султана Мурата II стара xamija је срушена и на њеном месту саграђена данашња. Џумаја џамија представља један од најстаријих и највећих османских верских објеката на Балкану. Зидно сликарство унутар џамије вероватно потиче с краја 18. и почетка 19. века.

### Пешачки мостСъединение
Пешачки мост налази се источно од места на ком је некада стајао најстарији пловдивски мост, а кога је 30. марта 1971. однела набујала Марица. Изградња пешачког моста започета је 9. јануара 1982. године, а пуштен је у промет 1986. Мост повезује улицу Рајка Даскалова на јужној и улицу Брезовску на северној обали реке. Пројектован је углавном за пешаке, али преко њега могу прећи и аутомобили у хитним случајевима. Касније је прекривен лаком металном конструкцијом и дуж моста је формиран комерцијални простор у ком се данас налази низ различитих продавница. Званично име моста је Съединение (уједињење), али га мало људи зна. Прозори на металној конструкцији постављени су у испрекиданом низу, а сегменти металне конструкције офарбани наизменично црвеном, белом и сивом бојом, због чега га грађани Пловдива зову Воз.